# Birmanie aux Jeux olympiques d'été de 2020
La Birmanie, également reconnue comme Myanmar par le Comité international olympique, a participé à ses 18e Jeux olympiques d'été de 2020 à Tokyo. La délégation birmane était composée de deux athlètes, concourant en badminton et en tir. Bien que n'ayant remporté aucune médaille, le pays a fait les gros titres avec le nageur Win Htet Oo, qui a boycotté les Jeux en signe de protestation contre le coup d'État militaire de 2021.

## Athlètes engagés
| Sport     | Hommes | Femmes | Total |
| --------- | ------ | ------ | ----- |
| Badminton | 0      | 1      | 1     |
| Tir       | 1      | 0      | 1     |
| Total     | 1      | 1      | 2     |

### Badminton
Thet Htar Thuzar est une badiste qui a atteint la 56e position dans le classement IWF arrêté au 18 mai 2021. Selon les critères de qualifications aux jeux, les 38 joueuses les mieux classées sont qualifiées mais avec une restriction de une à deux joueuses par nationalité. Elle est la 29e qualifiée.
| Athlète          | Compétition  | Phase de groupes            | Phase de groupes       | Phase de groupes | 1/8e de finale   | Quarts de finale | Demi-finales     | Finale           | Finale   |
| Athlète          | Compétition  | Adversaire Score            | Adversaire Score       | Rang             | Adversaire Score | Adversaire Score | Adversaire Score | Adversaire Score | Rang     |
| ---------------- | ------------ | --------------------------- | ---------------------- | ---------------- | ---------------- | ---------------- | ---------------- | ---------------- | -------- |
| Thet Htar Thuzar | Simple dames | Tunjung Défaite 11-21, 8-21 | Tan Défaite 6-21, 8-21 | 3e du gr. M      | Éliminée         | Éliminée         | Éliminée         | Éliminée         | Éliminée |

### Tir
En mai 2021, un athlète en carabine à 10 m obtient une qualification pour les Jeux olympiques grâce à ses performances mondiales avec une invitation tri-partite de la fédération.
| Athlète      | Compétition                  | Qualification | Qualification | Finale  | Finale  |
| Athlète      | Compétition                  | Points        | Rang          | Points  | Rang    |
| ------------ | ---------------------------- | ------------- | ------------- | ------- | ------- |
| Ye Tun Naung | Pistolet à air comprimé 10 m | 576           | 14e           | Éliminé | Éliminé |

## Faits notables
Il est à noter que le nageur Win Htet Oo, bien qu'ayant réalisé les minima pour se qualifier en nage libre, a décidé de boycotter le comité national olympique pour s'opposer au gouvernement qu'il ne reconnaît pas après un coup d'État militaire dirigé par Min Aung Hlaing plus tôt en 2021. Les jeux avaient été reportés à l'été 2021 en raison de la pandémie de Covid-19.